# مادریگال
مادریگال (به انگلیسی: Madrigal) گونهٔ مهم موسیقی و آواز غیر مذهبی دورهٔ رنسانس است که پیدایش آن به حدود ۱۵۲۰ میلادی بازمی‌گردد، هرچند که نمونه اولیه آن را می‌توان از سال ۱۳۵۰ پیدا کرد که گونه ای آواز بداهه پردازی شده بوده است.
مادریگال مبتنی بر یک شعر کوتاه است که اغلب مضمون عاشقانه دارد
واژه مادریگال ریشه در واژه لاتین matricalis به معنی زبان مادری دارد.
مادریگال اثری است برای چندین تکخوان با شعری همراه با محتوای عاشقانه که بافتی پلی فونیک و همونیک دارد. این گونه کاملاً متمایز از مادریگال ایتالیایی در اواخر قرن سیزدهم و چهاردهم میلادی است، و تنها نام‌های مشابهی دارند.
مادریگال قرن چهارده یک قالب شعری و موسیقایی است که توسط فرانچسکو پترارک شکل و بست یافت.
از آهنگسازان مهم این غالب موسیقایی در قرن چهارده می‌توان به این دو آهنگساز اشاره کرد:
Jacopo da Bologna
Francesco Landini
در اکثر کارهای این دو آهنگساز که معمولاً دو صدائی بودند تمام ابیات و بخش‌های شعر با یک ملودی خواند می‌شدند. در آخر هر قسمت شعری بخش جدیدی به اسم ریتورنلو اضافه می‌شد که میزان نمای متفاوتی داشت.
متن و محتوای مادریگال‌ها عمدتاً به صحنه‌های روستایی و مناظر مربوط می‌شد. بعدها مضامین سیاسی اخلاقی و اتو بیوگرافی نیز به آن اضافه شد. در ابتدای قرن چهارده مادریگال فرم محبوبی به حساب میامد و بعد از آن بالاتا ساختار مهمی به حساب می‌آمد.